# Преподобни Лот
Преподобни Лот, ава Лот је египатски православни хришћански монах и светитељ који је живео крајем 4. и почетком 5. века у манастиру близу Арсиное (Ал-Фајум), доњи Египат, поред мочварног језера. Ава Лот је био многим монасима узор на пут спасења.“ Био је један од пустињских отаца.
Ава Лот је умро мирно у петом веку. У православној цркви се помиње 22. октобра .

## Живот
Ава Лот је био ученик светог Јосифа Панефизијског и сапутник светог Арсенија Великог и светог Агатона. Био је подвижник који је живео у близини Арсиноја, близу места подвижништва Антонија Великог. Његов ученик је био свети Петар Пионит (умро око 400. године). Ава Лот се супротставио оригенистима.

## Изреке
„Охрабрите се: ниједан грех није изван Божје милости. Покајање је увек могуће.“
Једном је ава Лот рекао свом духовном оцу, ави Јосифу: „Оче, постим колико могу, настављам у молитви, ћутим и созерцавам, а уздржањем се и чувам од нечистих помисли. Шта друго да радим? " Тада устаде ава Јосиф, подиже своје руке ка небу, а његових десет прстију заблисташе као десет пламених свећа. Рекао је: „Ако желиш, можеш све у вери!“ "Сажаљење је апсолутни господар. Не може се заштитити тамо где нема сажаљења."

## Приче
Један старац је једном дошао болестан код аве Лота. Ава Лот му је дао келију и старао се о њему, хранио га. Посетиоце би упућивао овом старцу. Када је старац почео да поучава посетиоце о оригенској јереси, ава Лот се узнемирио. Консултовао се са светим Ар
сенијем, који је упутио Лота да замоли старца да престане са учењем оригенизма или да оде. Старац, не волећи пустињу, реши да оде.
Други пут је ави Лоту дошао монах који је починио грехе блуда и идолопоклонства, мучен својим гресима. Рекао је старцу да не може да открије своје грехе другим старешинама и да зато не може да се исповеди. Ава Лот му је рекао да ће сносити половину тежине греха за човека. Тако се човек исповедио и поучио се покајању. Одмах је половина тежине тешких грехова скинула са човекових леђа. Остао је са авом Лотом до краја живота под његовим духовним руководством”.